# 815

## Nașteri
- Ioan Scotus Eriugena, primul mare gânditor scolastic (d. 877)
- Metodiu de Salonic, misionar grec, creatorul alfabetului chirilic, împreună cu fratele său, Chiril (d. 885)

## Decese
- dată necunoscută: Abu Nuwas poet irakian (n. 756)
- dată necunoscută: Geber savant persan (n. 721)